# 維托·柯里昂
維托·安杜里尼-柯里昂（英語：Vito Andolini Corleone，1892-1955），本名維托·安杜里尼（Vito Andolini），虚构人物，人稱「教父」（Godfather），是馬里奧·普佐在其小說《教父》中創造的角色，他生於義大利西西里巴勒莫省的柯里昂鎮（科尔莱奥内），移民美國後，成為紐約黑手黨柯里昂家族的第一代領導人，表面上經營橄欖油生意，事實上從事除販毒之外的各種犯罪活動，並取得了政治力量保護。
這個角色也出現在弗朗西斯·科波拉的教父系列電影中，在《教父》中由馬龍·白蘭度飾演年老的維托·柯里昂，《教父2》中由勞勃·狄尼洛飾演青年時的維托·柯里昂。

## 生平

年輕的維托（羅拔·迪尼路 飾演）殺死唐·范努奇。

維托生於1892年的意大利西西里島的柯里昂鎮。1901年，维托9岁时，他的父親、兄長都因為得罪了黑手黨老大奇奇欧，都被殺死，母親為求保護維托，持刀挾持奇奇歐，也被奇奇歐所殺。維托在善心的鄰居幫助之下，趁亂逃到美國，因為美國移民局官員誤記，從此改姓「柯里昂」。
抵達美國的維托，本來是個安分守己打工的好青年，卻遭到當地黑幫頭目范努奇的迫害，踏入江湖。維托本來只想逃避，但范努奇仍舊緊追不捨，維托最後把范努奇刺殺，自己也成為黑幫分子，雄據一方，在美國禁酒時期透過走私酒類發了大財，同時也經營妓院與賭場，以開設橄欖油貿易公司當作掩護，人人尊他為「教父」。
1925年維托返回故鄉西西里島，假意與奇奇欧談橄欖油進口生意，卻趁機刺殺了奇奇欧，報了一家滅門之仇，回到了美國，繼續他的黑幫生活，與卡梅拉育有三子，其中長子桑尼賣力表現，次子弗雷多表現庸碌，而幼子麥可·柯里昂稟賦聰穎，卻不想踏上江湖路，居然成為美軍軍官，參與二次大戰。
1945年麥可退伍回鄉，毒梟索拉索要求維托合作販毒，維托不願意，索拉索派人刺殺維托，維托大難不死，麥可為了父親平安，刺殺了想殺死父親的索拉索、麥考斯基警長，逃回故乡西西里島，並繼續遭到其他幫派行刺，但幸免於難。
1949年，維托·柯里昂向其他幫派提出了和平條約，希望讓麥可返回美國，麥可知道自己註定是江湖之命，維托退出江湖，禪讓予麥可。
1955年維托去世，麥可將紐約五大家族的頭目刺殺，並肅清家族內的背叛者。

## 作品

### 電影
在電影《教父》中，由馬龍·白蘭度飾演的維托·柯里昂閣下為義大利裔，五大黑幫家族柯里昂家族的一家之主，黑幫教父。與妻子卡梅拉育有三子─桑尼、弗雷多、麥可及一女─康妮，另外收養湯姆·海根。
還有一名教子─知名歌手強尼·方亭（Johnny Fontane），強尼曾請求維托協助爭取好萊塢新戲的角色，維托以一句：「我會給他一個無法拒絕的條件。（I'm going to make him an offer he can't refuse.）」答應，並遣養子湯姆連夜趕去加州協調。製作人傑克·華爾斯（Jack Woltz）將湯姆趕了回去。但華爾斯隔日醒來，發現他床上放著自己珍愛的賽馬首級，華爾斯驚慌無措，也知道黑手黨可以隨時取他性命，立刻屈服。

### 遊戲
2006年，美商藝電首先發布了教父的遊戲版本。馬龍·白蘭度在去世之前的配音因為與過去落差太大，改由另一個相似聲音取代。其他演員如詹姆斯·肯恩、勞勃·杜瓦、艾巴·維戈達等都有配音，唯艾爾·帕西諾並未配音，原因在於帕西諾已經將他的聲音使用權賣給另一款遊戲。